# Twents (dialect)

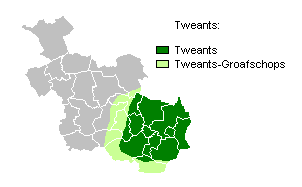
In donkergroen het Twents taalgebied; in lichtgroen het gebied waar Twents-Graafschaps wordt gesproken

Het Twents is een Westfaals dialect van de Nedersaksische taal. Twents wordt gesproken in de meeste Twentse gemeenten, hoewel er geen sprake is van één homogene taalvorm.
Het Nedersaksisch is sinds 1996 een van de drie door de Nederlandse overheid erkende streektalen binnen Nederland.

## Geschiedenis
Volgens Heeroma werd het Nedersaksisch van Oost-Nederland beïnvloed door dat van Westfalen. Heeroma en Entjes spreken van een Westfalisering van Oost-Nederland beginnende vanaf ongeveer 1200, hoewel Kloeke hier vraagtekens bij zet. Bloemhoff noemt deze Westfaalse expansie een interne ontwikkeling. De belangrijkste kenmerken van deze Westfaalse expansie zijn de brekingsdiftongen en de Westfaalse diftongen ei, öi en ou. Al deze kenmerken zijn nu nog in het Vriezenveens te vinden. De Westfaalse brekingsdiftongen voor de consonanten v, g, z en uitgevallen d komen nu nog voor in een strook van ruwweg Haaksbergen tot Vriezenveen. De diftongen ei, öi en ou kwamen recent nog voor op het Twentse platteland en in sommige plaatsen nog steeds. Zowel Entjes als Rakers beschrijven de ontwikkelingen vanuit de brekingsdiftongen en wijzen op de korte monoftongen aanwezig in geheel Twente en de relatie tot de brekingsdiftongen. Als voorbeeld wordt de ä in kättel (ketel) genoemd in het noordoosten van Twente van voor de oorlog. De brekingsdiftong kiëtel ([ki:ətəl]) werd via accentverwisseling kiättel/kjättel ([kiætəl]/[kjætəl]). Hierna viel het eerste component van de diftong af waardoor kättel ([kætəl]) overbleef. Vervolgens werd de klinker geslotener: ketel ([kɛtəl]), de klank die nu vrijwel overal in Twente voorkomt. Recent kwam de ä nog voor in onder andere Rijssen en het noordoosten van Twente en eveneens in het Graafschap Bentheim. Meer naar het westen werd deze klank vervolgens gerekt en opnieuw verhoogd tot ketel ([ke:təl]), allen buiten Twente. In de 'Woordenlijst van het Twentsch dialect' uit 1836 beschrijft Behrns het verschil binnen Enschede en de marken rondom Enschede. Hierin zijn de Westfaalse breking en Westfaalse diftongen aanwezig buiten Enschede en de verschillende opvolgstadia van de Westfaalse breking binnen Enschede.
Vanaf de zeventiende eeuw treed er dan invloed vanuit het westen op (Hollandse expansie) vanuit Holland, hoewel het Twents in vergelijking met andere Nedersaksische varianten in Nederland hier relatief resistent tegen is. Vanaf de 19e eeuw nam de invloed van de Nederlandse standaardtaal toe.

## Hoofdkenmerken

### Grammatica
Naast het kenmerkende vocabulaire dat het Twents deelt met andere Nedersaksische dialecten, gebruikt het onder meer een umlaut, waarin de klankwijziging een verkleinwoord of een meervoudsvorm aangeeft. Bijvoorbeeld "een boom, twee beume". Net als vele andere Nedersaksische talen gebruikt het Twents een -t of -et als meervoudelijke werkwoordsvervoeging, in tegenstelling tot het Nederlands, dat -en gebruikt. Bijv. Twents "wiej waarket" is in het Nederlands "wij werken".
Verder onderscheiden de meeste Twentse dialecten drie woordgeslachten: mannelijk, vrouwelijk en onzijdig, hoewel dit systeem in de meer westelijke dialecten en onder jongeren minder bekend is. De woordgeslachten, die in de lidwoorden den, dee en dat tot uiting komen, hebben invloed op de vorming van meervouden, verkleinwoorden en uitgangen van bijvoeglijke naamwoorden en bijwoorden.

### Woordenschat
De woordenschat van het Twents komt grotendeels overeen met andere, omliggende Germaanse talen. Desalniettemin is het Twents aan sterke invloed van het Nederlands onderhevig. Veel traditioneel Twentse woorden vervallen, terwijl er een Nederlands of Engels woord voor terugkomt, al dan niet met vertwentste uitspraak. Vaak handelt het hier om woorden die cultureel bepaald zijn. Een voorbeeld hiervan is het Twentse woord voor "wasknijper": het traditionele woord hiervoor is tuugpinne, maar omdat het woord tuug (klederdracht) niet meer wordt gebruikt (omdat de mensen geen klederdracht meer dragen), is tegenwoordig het vertwentste wasknieper gebruikelijker.
Dit verschijnsel is niet nieuw; tijdens de Franse tijd in Nederland werden veel woorden uit het Frans ontleend. Typische voorbeelden zijn accorderen, negociëren en trottoir, die soms zelfs zo anders uitgesproken worden dat het inheemse woorden lijken. Vóór de Franse tijd stond vaak het Latijn model.

### Verschillen tussen de dialecten
Woorden en uitdrukkingen kunnen per dorp of stad verschillen. Dialectonderzoekster Jo Daan deelde het op in twee hoofdstromingen: Oost-Twents en Twents-Graafschaps. Over het algemeen vindt de eerste groep meer aansluiting bij het West-Munsterlands en Groafschopper Plat van de Graafschap Bentheim in Duitsland. Het Twents-Graafschaps heeft meer overeenkomsten met het Sallands en Achterhoeks, hoewel een sterk Twents karakter behoudt. De meest westelijke plaatsen (o.a. Hellendoorn en Nijverdal) hebben zelfs een Sallands overgangsdialect, dat zich vooral uit in verkleinwoorden op -ie, waar andere soorten Twents een -ke hebben: Hengeloos beumke is in het Hellendoorns een beumpie. Het onderscheid tussen Oost-Twents en Twents-Graafschaps uit zich hier in het feit dat de eerste in alle gevallen het verkleinsuffix -ke heeft, terwijl het Twents-Graafschaps het suffix -je gebruikt bij zelfstandige naamwoorden die eindigen op -t (Oost-Twents 'pötke', Twents-Graafschaps 'pötje').
Een ander verschil tussen Oost-Twents en Twents-Graafschaps uit zich in de vorming van voltooide deelwoorden. Twents-Graafschaps gebruikt (net als Sallands, Achterhoeks en Oostfaalse dialecten) hiervoor een voorvoegsel -e, waar Oost-Twents en andere Nedersaksische dialecten dit niet hebben. Bijvoorbeeld Oost-Twents 'zeen' (gezien) is in het Twents-Graafschaps 'ezeen'.
Het meest afwijkend is het Vriezenveens, dat veel van het Sallands heeft maar eigenlijk noch bij het Twents, noch bij het Sallands kan worden ingedeeld. Het Vriezenveens bevat veel oudere elementen, zoals de Westfaalse breking, die te horen is in woorden zoals waver (over, in andere soorten Twents "oaver" of "oawer") en jätn (eten, in andere soorten Twents "eetn" of "etn").
De meest oostelijke plaatsen (Denekamp, Oldenzaal etc.) kennen naast iej nog het oude persoonlijke voornaamwoord doe voor "jij" (elders in Twente alleen nog iej). Een ander regionaal verschil is neet of nit (in het westen) tegenover nig of nich (in het oosten) voor niet. Almelo, Hengelo en Enschede liggen tegenwoordig ten westen van de doe/iej-lijn maar grotendeels nog ten oosten van de neet/nich-lijn. Halbertsma vermeldt in een handschrift uit 1850 dat neet werd gezegd in Rijssen, Vriezenveen, Almelo, Zenderen, Delden, Haaksbergen, Markelo, Borne, Goor en het omringende platteland van westelijk Twente. Ook in de Achterhoek is dit het geval.

## Dagelijks gebruik
Volgens de Taaltelling Nedersaksisch uit 2005 van Henk Bloemhoff et al. sprak toen ongeveer 62% van de Twentse bevolking dagelijks Twents, maar beheerste zo'n 81% het actief.
Veel ouders voeden hun kinderen bij voorkeur in het Nederlands op, hoewel de waardering voor de taal toeneemt. In de drie steden Enschede, Hengelo en Almelo is door onder andere instroom van immigranten die geen Nedersaksisch spreken meer dialectverlies dan op het platteland. Ook in plaatsen als Borne, Rijssen of Delden wordt er meer ''stads'' (Standaard Nederlands) gesproken. Het Twents wordt ondersteund door onder meer de Kreenk vuur de Twentse Sproake en het Twente Hoes.
In het Twentse verenigings- en arbeidsleven is het naast (Twents gekleurd) Nederlands een belangrijk communicatiemiddel. 75% van de Twentenaren zegt regelmatig Twents te spreken. Doordat jongeren met de Nederlandse taal worden opgevoed, maar de ouders onderling zelf Twents spreken, krijgen de jongeren in feite een tweetalige opvoeding. Dit heeft als gevolg dat Twentse jeugd veel code-switcht; zinnen worden bijvoorbeeld in het Twents begonnen, maar in het Nederlands geëindigd, of vice versa. Bij clubs en verenigingen is het gebruik van het Twents vaak een bindende factor, zowel voor jong als oud; in de zorg, de agrarische sector en de bouw is het Twents nog altijd de hoofdtaal.
Twents wordt steeds vaker ingezet in marketingstrategieën. Meer en meer bedrijven kiezen voor een Twentse slogan. Daarnaast laten sommige bedrijven, zoals de Regiobank en het online factureringsbedrijf Moneybird, hun reclameboodschappen vertalen naar regionale talen binnen Nederland, zoals het Fries, Limburgs en Twents.

## Twents in gecultiveerde vorm
Sinds 1977 zijn Fred en Angie Rootveld bezig met het vastleggen van wat minder 'salonfähige' uitingen in het Twents. Dat deden ze door Twentse conferenciers op lp en later op cd en dvd vast te leggen onder de naam Twente Plat. Deze revue trok in de jaren '70 en '80 volle zalen in de regio. Dit waren o.a. Gait oet 't Klooster, Fons Platenkamp, Naats oet Hengel, Mans en Graads en Duo Christenhusz. Twente Plat gaat jaarlijks op tournee met een avondvullende Twentse voorstelling. In 2017 vierden zij het veertig jaar jubileum na 20 lp's, 12 cd's en 7 dvd's. Sinds 2005 is er Helligen Hendrik.
De Oudheidkamer Twente, het voormalige Van Deinse Instituut en diverse plaatselijke heemkundeverenigingen zetten zich in om meer te weten te komen over heden en verleden van Twente wat betreft streekcultuur, volkskunde, streektaal, cultuurgeschiedenis en landschap. Men verzamelt, onderhoudt, bestudeert en presenteert een uitgebreide collectie materiële getuigenissen uit het verleden van Twente. Het Van Deinse Instituut is inmiddels met het Enschedese Natuurmuseum en het Textielmuseum Jannink opgegaan in het museaal centrum TwentseWelle dat in april 2008 de deuren opende.
In september 2010 ging de Twentse Taalbank van start, een meerjarig project van de Oudheidkamer Twente dat gericht is op het lokaliseren, verzamelen, inventariseren, bestuderen, duiden, en middels een website en andere publicaties toegankelijk maken van alle mogelijke Twentse taaluitingen uit met name de 19e en 20e eeuw. Initiatiefnemer en conservator is Goaitsen van der Vliet.
De Kreenk vuur de Twentse Sproak houdt zich onder andere bezig met dialectbijeenkomsten, de spelling van het Twents, een (inmiddels door onder andere Anne van der Meiden voltooide) Twentse Bijbelvertaling en het Twents in de media. Daarnaast is er sinds 1994 een meer literair-creatieve groep schrijvers rond het blad in t plat De Nieje Tied en het interactieve digitale woordenboek Dialexicon Twents van Goaitsen van der Vliet die in plaats van de Kreenk-schriefwieze de Standaard Schriefwieze hanteren.
RTV Oost bracht in 2005 een succesvolle Twentstalige soapserie op tv, Van Jonge Leu en Oale Groond. Hieraan werkte onder meer Herman Finkers mee, die eerder twee van zijn theatershows in het Twents vertaalde.
Er zijn ook enkele bekende stripalbums in het Twents vertaald: het eerste Asterix-album Asterix den Galliër, Kats in t plat! (1997, Asterix de Galliër) door Frank Löwik en Goaitsen van der Vliet, vervolgens Suske en Wiske met de albums  't Zulveren Heurnke (2000, De ringelingschat) en  't Witte Wief (2002, Het witte wief) door Gerard Vaanholt en ten slotte Kuifje ("Tuufke" in het Twents) met  't Smokweark van Bianca Castafiore (2006, De juwelen van Bianca Castafiore) door Ben Siemerink.
Met de komst van YouTube groeide ook het online aanbod aan gesproken Twents. De jongere generatie sprekers wordt voorgegaan door het Oldenzaalse entertainment-duo De Gladjakkers. Meer informatief en gericht op promotie van de taal is het vanuit Rijssen beheerde Nedersaksisch-talige online magazine Wearldsproake.nl, hoewel zich dat, ondanks de Twentse inslag, vooral op het bevorderen van het Nedersaksisch als geheel richt.